# 마카르스카

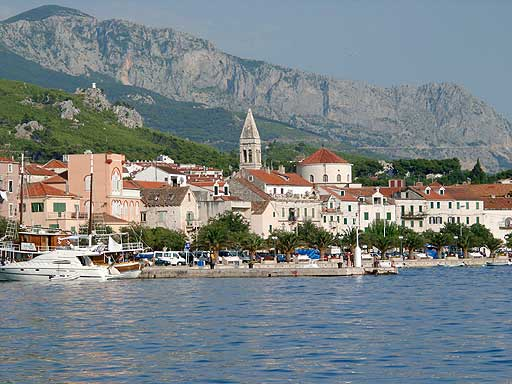
마카르스카

마카르스카(크로아티아어: Makarska)는 크로아티아 스플리트달마티아주에 위치한 도시로 면적은 28km2, 인구는 13,834명(2011년 기준)이다. 아드리아해 연안과 접하며 스플리트에서 남동쪽으로 약 60km, 두브로브니크에서 북서쪽으로 약 140km 정도 떨어진 곳에 위치한다.
마카르스카 리비에라(Makarska Riviera)의 중심 도시이며 비오코보산맥과 접한다. 돌로 만든 좁은 길이 특징인 구 시가지, 교회 광장에 설치된 꽃 시장과 과일 시장, 조개 껍데기 수집품이 있는 프란치스코회 수도원으로 유명한 곳이다.

## 같이 보기
- 크로아티아
- 달마티아